# Trichilia micropetala
Trichilia micropetala är en tvåhjärtbladig växtart som beskrevs av T.D. Pennington. Trichilia micropetala ingår i släktet Trichilia och familjen Meliaceae. Inga underarter finns listade i Catalogue of Life.